# San Borja (Bolivia)
San Borja è un comune (municipio in spagnolo) della Bolivia nella provincia di General José Ballivián Segurola (dipartimento di Beni) con 44.925 abitanti (dato 2010).